# Roskilde kloster
Roskilde kloster var ett katolskt kloster för kvinnor tillhörigt benediktinorden och (från 1177) cisterciensorden i Roskilde i Danmark.  Det grundades i början av 1100-talet, och upplöstes under reformationen i Danmark. Det var centrum för dyrkan av Margrethe af Roskilde.